# Досконалий степінь

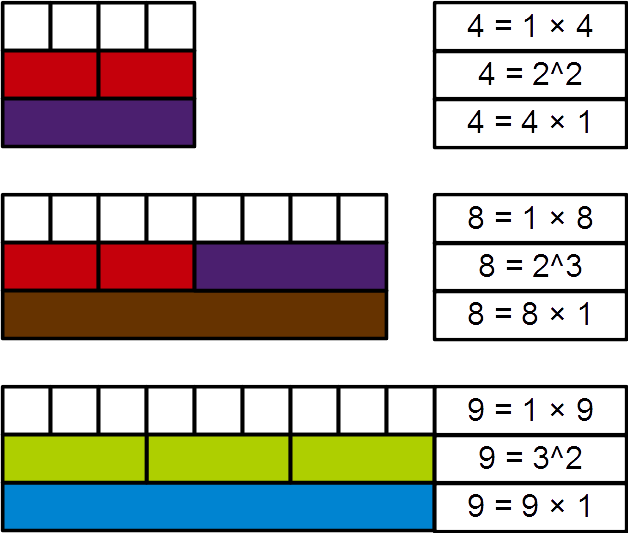
Демонстрація паличками Кюїзенера природи досконалого степеня чисел 4, 8 і 9.

Досконалий степінь — додатне ціле число {\displaystyle n}, що є цілим степенем {\displaystyle k} додатного цілого числа {\displaystyle m}: {\displaystyle n=m^{k}}. При {\displaystyle k=2,3} число {\displaystyle n} називається відповідно досконалим (повним) квадратом та досконалим кубом. Іноді числа 0 та 1 також вважаються досконалими степенями (оскільки {\displaystyle 0^{k}=0} і {\displaystyle 1^{k}=1} для будь-якого {\displaystyle k>0}).
Послідовність досконалих степенів можна сформувати перебором можливих значень для {\displaystyle m} і {\displaystyle k}; перші кілька її членів (включно з повторюваними):
{\displaystyle 2^{2}=4,\ 2^{3}=8,\ 3^{2}=9,\ 2^{4}=16,\ 4^{2}=16,\ 5^{2}=25,\ 3^{3}=27,} {\displaystyle 2^{5}=32,\ 6^{2}=36,\ 7^{2}=49,\ 2^{6}=64,\ 4^{3}=64,\ 8^{2}=64,\dots }
Перші досконалі степені без дублікатів такі:
(іноді 0 і 1), 4, 8, 9, 16, 25, 27, 32, 36, 49, 64, 81, 100, 121, 125, 128, 144, 169, 196, 216, 225, 243, 256, 289, 324, 343, 361, 400, 441, 484, 512, 529, 576, 625, 676, 729, 784, 841, 900, 961, 1000, 1024, …

## Властивості
Сума обернених досконалих степенів (включно з дублікатами, такими як {\displaystyle 3^{4}=9^{2}=81}) дорівнює 1:
{\displaystyle \sum _{m=2}^{\infty }\sum _{k=2}^{\infty }{\frac {1}{m^{k}}}=1},
що можна довести так:
{\displaystyle \sum _{m=2}^{\infty }\sum _{k=2}^{\infty }{\frac {1}{m^{k}}}=\sum _{m=2}^{\infty }{\frac {1}{m^{2}}}\sum _{k=0}^{\infty }{\frac {1}{m^{k}}}=\sum _{m=2}^{\infty }{\frac {1}{m^{2}}}\left({\frac {m}{m-1}}\right)=\sum _{m=2}^{\infty }{\frac {1}{m(m-1)}}=\sum _{m=2}^{\infty }\left({\frac {1}{m-1}}-{\frac {1}{m}}\right)=1}.
Сума ряду обернених величин досконалих степенів (за винятком одиниці) без дублікатів дорівнює:
{\displaystyle \sum _{i}{\frac {1}{n_{i}}}=\sum _{k=2}^{\infty }\mu (k)(1-\zeta (k))\approx 0{,}874464368\dots },
де {\displaystyle \mu (k)} — функція Мебіуса, а {\displaystyle \zeta (k)} — дзета-функція Рімана.
Згідно з Ейлером, в одному із загублених листів Гольдбах показав, що сума чисел, обернених до {\displaystyle n_{i}-1} із послідовності досконалих степенів {\displaystyle \{n_{i}\}} без одиниці і дублікатів дорівнює 1:
{\displaystyle \sum _{i}{\frac {1}{n_{i}-1}}={{\frac {1}{3}}+{\frac {1}{7}}+{\frac {1}{8}}+{\frac {1}{15}}+{\frac {1}{24}}+{\frac {1}{26}}+{\frac {1}{31}}}+\cdots =1},
іноді це твердження називають теоремою Гольдбаха — Ейлера.
2002 року Преда Михейлеску довів, що єдина пара послідовних досконалих степенів — це {\displaystyle 2^{3}=8,3^{2}=9}, Тим самим довівши гіпотезу Каталана.
Невирішена проблема — гіпотеза Піллаї, згідно з якою для будь-якого заданого додатного цілого числа {\displaystyle k} існує тільки скінченне число пар досконалих степенів, різниця яких дорівнює {\displaystyle k}.

## Виявлення досконалих степенів
Виявити, чи є дане натуральне число {\displaystyle n} досконалим степенем, можна багатьма способами різного рівня складності. Один із найпростіших способів — розглянути всі можливі значення для {\displaystyle k} за кожним із дільників числа {\displaystyle n} аж до {\displaystyle k\leqslant \log _{2}n}. Якщо дільники {\displaystyle n} рівні {\displaystyle n_{1},n_{2},\dots ,n_{j}}, то одне зі значень {\displaystyle n_{1}^{2},n_{2}^{2},\dots ,n_{j}^{2},n_{1}^{3},n_{2}^{3},\dots } має дорівнювати {\displaystyle n}, якщо {\displaystyle n} дійсно є досконалим степенем.
Цей метод можна відразу спростити, натомість розглядаючи тільки прості значення {\displaystyle k}, оскільки для складеного {\displaystyle k=ap}, де {\displaystyle p} — просте число, {\displaystyle n=m^{k}} можна переписати як {\displaystyle n=m^{k}=m^{ap}=(m^{a})^{p}}. Звідси випливає, що мінімальне значення {\displaystyle k} обов'язково має бути простим.
Якщо відома повна факторизація {\displaystyle n}, наприклад, {\displaystyle n=p_{1}^{\alpha _{1}}p_{2}^{\alpha _{2}}\cdots p_{r}^{\alpha _{r}}}, де {\displaystyle p_{i}} — різні прості числа, то {\displaystyle n} — досконалий степінь тоді і тільки тоді, коли {\displaystyle \gcd(\alpha _{1},\alpha _{2},\ldots ,\alpha _{r})>1} ({\displaystyle \gcd } — найбільший спільний дільник). Наприклад, для {\displaystyle n=2^{96}*3^{60}*7^{24}}: оскільки {\displaystyle \gcd(96,60,24)=12}, {\displaystyle n} — це досконалий 12-й степінь (та досконалий 6-й степінь, 4-й степінь, куб та квадрат, оскільки 6, 4, 3 і 2 є дільниками 12).